# Arlie Russell Hochschild
Arlie Russell Hochschild (uttal: ['hoʊkʃɪld]), född 15 januari 1940 i Boston, är professor i sociologi vid University of California, Berkeley. Hon är författare till ett flertal prisbelönta böcker och många artiklar vilka diskuterar det dubbelarbete som kvinnor utför, både inom den generella ekonomin och i hemmet. Hon har introducerat idéerna om känsloregler, emotionellt arbete och känslomässigt arbete.
År 2012 utnämndes hon till hedersdoktor vid Lapplands universitet.